# Thaumalea inflata
Thaumalea inflata är en tvåvingeart som beskrevs av Mario Bezzi 1913. Thaumalea inflata ingår i släktet Thaumalea och familjen mätarmyggor.
Artens utbredningsområde är Italien. Inga underarter finns listade i Catalogue of Life.